# بين ويبر
بين ويبر (بالإنجليزية: Ben Weber)‏ هو ممثل أمريكي، ولد في 14 مايو 1972 ببيلينغام في الولايات المتحدة.

## أعمال

### أفلام
- (2005) المدرب كارتر[3]

### مسلسلات
- الجنس والمدينة

## وصلات خارجية
- بين ويبر على موقع IMDb (الإنجليزية)
- بين ويبر على موقع قاعدة بيانات الفيلم (الإنجليزية)